# 옥시토신
옥시토신(Oxytocin, OXT, OT)은 등뼈 동물과 무척추 동물을 포함하는 다양한 동물들의 뇌하수체 후엽 가운데에서 분비되는 신경전달물질 즉, 호르몬으로 보통 자궁수축 호르몬이라고도 한다.
보통 자궁 내의 근육을 수축시키는 작용에 많이 사용되어 자궁 수축제나 진통 촉진제로 쓰며 유선의 근섬유를 수축시키는 작용을 하여 젖의 분비를 촉진하는 데에도 사용된다.

## 발견
1906년 헨리 핼릿 데일(Henry Hallett Dale)이 처음 발견하였다. 1952년, 분자구조가 밝혀졌다. 산모의 출산을 원활히 하기 위한 약물로서도 사용된다. 1950년대 초, 미국 생화학자 빈센트 뒤비뇨(Vincent du Vigneaud)는 옥시토신이 9개의 아미노산으로 구성되었다는 것을 발견하고는 옥시토신의 아미노산 서열(amino acid sequence)을 규명하였다. 1953년, 뒤비뇨는 옥시토신 합성을 시행, 최초의 합성된 폴리펩타이드 호르몬(polypeptide hormone)을 탄생시켰다.

## 생물학적 작용
옥시토신은 말초적(호르몬적) 작용이 있고 뇌에도 작용한다. 작용은 특정 옥시토신 수용체(oxytocin receptor)가 매개한다. 옥시토신 수용체는 G-단백질 연결 수용체(G-protein-coupled receptor), OT-R인데, 이는 마그네슘과 콜레스테롤을 필요로 하며, 자궁 근층 세포(myometrial cells)에서 발산된다. 이는 G-단백질 연결 수용체의 로돕신 유형군(rhodopsin-type (class I) group)에 속한다.
옥시토신 연구에서는 오르가즘(orgasm), 사회적 인정(social recognition), 페어 본드(pair bonding), 불안(anxiety), 내집단 편향(in-group bias), 정직성(honesty)의 상황적 결핍, 자폐증(autism), 모성행동(maternal behaviors) 등과 같은 다양한 인간 행동에 있어서의 옥시토신의 역할을 주목해 왔다.

### 생리학적 작용
옥시토신의 말초적 작용은 뇌하수체(Pituitary gland)로부터의 분비를 주로 반영한다. 옥시토신의 행동적 영향은 중심 돌출 옥시토신 뉴런(centrally projecting oxytocin neurons)에서 분비되는 것을 반영한다고 보는데, 이는 뇌하수체로 분출하는 뉴런과는 다르며 그런 뉴런들로부터 나온 옆가지(collaterals)이다. 옥시토신 수용체는 편도체(amygdala), 복내측 시상하부(ventromedial hypothalamus), 격막(septum), 측좌핵(nucleus accumbens), 뇌간(brainstem)을 포함한 두뇌와 척수의 여러 부분에서의 뉴런으로 발현되지만, 생물 종에 따라 분포가 현저하게 다르다. 또한 이 수용체들의 분포는 그것의 발전동안 변화하며, 저산대밭쥐(montane vole)에게서 분만 이후 뉴런 분포의 변화가 관찰되었다.
- 수유반사(Milk ejection reflex)/사유반사(Letdown reflex) : 젖이 분비되거나 수유를 하는 여성에게서 옥시토신은 유선(mammary gland)에서 작용하여 유관(lactiferous duct)으로 젖이 내려가게 하며, 유관에서부터 유두(nipple)를 거쳐 젖이 분비된다.[13] 영아가 유두를 통하여 젖을 빨면 척수신경(spinal nerves)을 통하여 해마(hypothalamus)로 전달된다. 이 자극으로 인하여 옥시토신을 만드는 뉴런들은 간헐성 파열(intermittent burst)에서 활동전위(action potential)를 일으킨다. 이 파열들은 뇌하수체 신경분비성 신경종말(neurosecretaty nerve terminal)들로부터 옥시토신 펄스의 분비를 일으킨다.

### 정신의학적 작용

#### 자폐증
옥시토신은 자폐증의 병인과 관련지어져 왔다. 한 연구에서는 자폐증이 옥시토신 수용체 유전자인 OXTR의 변이와 연관되어 있다고 하였다. 코카서스인(Caucasian), 핀란드인, 중국 한족이 참여한 연구들에서는 OXTR이 자폐증과 관련되어 있다는 증거를 제시하였다. 자폐증은 OXTR의 비정상적인 메틸화(methylation)와도 관련되어 있다.

## 역사
나중에 옥시토신(oxytocin)으로 명명될 자궁 수축 속성은 1906년 영국의 약리학자 헨리 핼릿 데일 경에 의해 발견되었으며 그 모유의 속성은 1910년 오트(Ott)와 스콧(Scott)이, 1911년 Schafer와 Mackenzie에 의해 기술되었다.